# 命に嫌われている。
「命に嫌われている。」（いのちにきらわれている）は、ボカロP・カンザキイオリが2017年8月6日に発表した、音声合成ソフト・初音ミク歌唱のVOCALOID楽曲。

## 概要
2017年8月6日、音声合成ソフト・初音ミク歌唱版の本楽曲がニコニコ動画・YouTubeへと投稿。ニコニコ動画においては、作詞・作曲を手掛けたカンザキイオリ自身初の10万再生を達成したことで、「VOCALOID殿堂入り」を果たした楽曲となった。
本楽曲の歌詞には誰かを励ますような語句はなく、むしろそういった言葉に対する否定から始まる。続く歌詞では他者が傷つくことへの無頓着と自身が日々を楽しく過ごしていることの矛盾を提示しており、命を軽視するのであれば命から嫌われるという問題提起もしている。主人公である「僕ら」は、命に嫌われている状況で足掻き続け、死に物狂いで生きていく様子が描写される。
2018年12月26日には、JOYSOUNDでの配信が開始され、2020年7月には、アーケード版『太鼓の達人』に「2020年3月Ver.」として追加されている。また、同年10月には『プロジェクトセカイ カラフルステージ! feat. 初音ミク』に追加され、「アナザーボーカルver.」も発表された。
このほか、セルフアレンジ・セルフリメイクも行われており、2019年9月7日に発表されたバーチャルシンガー・花譜への提供として、「命に嫌われている（Prayer Ver.）」をはじめ、2021年7月23日公演のカンザキイオリ第1回公演「不器用な男」で同氏歌唱版が披露されると、YouTubeへと「命に嫌われている（「不器用な男」Live ver.）」として公開されている。また、カンザキは『花譜 3rd ONE-MAN LIVE「不可解参(想)」』にも出演し、花譜とともに本楽曲を歌唱した。
『第72回NHK紅白歌合戦』（2021年12月31日放送）では、歌い手・まふまふが本楽曲を歌唱している。

## 反響と評価

### 反響
2020年3月時点で原曲の再生回数は1200万回を記録し、majikoなどのアーティストやクリエイターにより「歌ってみた」動画やMAD動画が数多く公開されている。本作をカバーした動画では、まふまふの動画が2020年12月時点で8000万再生、2021年12月時点で1億再生を突破している。また、にじさんじ所属のVTuberである笹木咲がVTuber卒業から約2ヶ月後の2019年1月に電撃復帰した際に、本作の替え歌動画『笹木は嫌われている。』を公開して話題を呼んだ。
JOYSOUNDが発表した2019年カラオケ年間ランキングでは年代別で10代の8位、20代の11位にランクインした。また、JOYSOUNDの2020年カラオケ上半期ランキング及び年間ランキングのVOCALOID部門では共に4位にランクインしている。また、2020年のJOYSOUNDカラオケ年間ランキングのカラオケ映像ランキングでは7位、おうちでカラオケランキングでは11位にランクインしている。

### 批評
飯田一史によると、本作はカンザキイオリの代表作である。講談社の『現代ビジネス』にて飯田は、カンザキに中学時代に通学の意味を見失い不登校になった過去があることを踏まえ、他の曲と共に「生きづらさやきれいごとへの反発を直球で、字余り気味に吐露する」「思春期のささくれだった心を撃つ」と評価している。KKBOXの山本雅美は、閉塞的な社会・学校で生活する若者の言葉にできない声に同調して光を与えている、と評価し、本作が支持されている理由を考察している。

## 楽曲収録
以下、シングル・アルバム以外の作品には「タイトル」列にて種別を併記する。

### オリジナル版
| 発売日 | タイトル | レーベル | 収録曲 | 備考 |
| ------ | -------- | -------- | ------ | ---- |
|        |          |          |        |      |

### カバー
| 発売日        | タイトル                                                                     | レーベル | 収録曲                                | 備考                     |
| ------------- | ---------------------------------------------------------------------------- | -------- | ------------------------------------- | ------------------------ |
| 2021年1月27日 | ASCA『百希夜行』                                                             |          | 命に嫌われている。カンザキイオリCover |                          |
| 2023年3月16日 | Afterglow［美竹蘭（演：佐倉綾音）］『バンドリ! ガールズバンドパーティ!』     |          | 命に嫌われている。                    | [ 19 ]                   |
|               | コバソロ『これくしょん3 / コバソロ』                                         |          | 命に嫌われている。                    |                          |
|               | YuNi『clear/CoLoR / YuNi』                                                   |          | 命に嫌われている。                    |                          |
|               | 鬼龍院翔『うたってきりりんぱ 2nd Season』                                    |          | 命に嫌われている。                    | 通販限定アルバムに収録。 |
|               | 森内寛樹 『Sing;est』                                                        |          | 命に嫌われている。                    |                          |
|               | すとぷり『命に嫌われている。』                                               |          | 命に嫌われている。                    | 配信シングルに収録。     |
|               | 25時、ナイトコードで。 × 初音ミク『25時、ナイトコードで。SEKAI ALBUM vol.1』 |          |                                       |                          |
|               | P丸様。『Sunny!!』                                                           |          |                                       |                          |

- 花譜 - 2020年6月14日に開催された『KAF LIVE STREAMING COVER LIVE「アイスクリームライブ」』でもカバーし[21]、同年10月10日に開催された『花譜2nd ONE-MAN LIVE「不可解弐Q1」』でも春猿火とともに RAP VERSION を歌唱している[22][23]。